# Japanische Festmusik

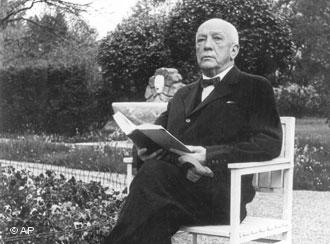
Richard Strauss à 74 ans, photographié dans sa propriété de Garmisch-Partenkirchen, Allemagne, en 1938

La Japanische Festmusik est une commande faite au compositeur Richard Strauss, ainsi qu'à plusieurs compositeurs européens, tels Jacques Ibert, Ildebrando Pizzetti, Sandor Veress et Benjamin Britten pour fêter le 2600e anniversaire de la fondation de l'empire du Japon. L'œuvre de Britten, la Sinfonia da Requiem fut rejetée[réf. souhaitée]. L'ensemble fut créé le 14 décembre 1940 au Théâtre Kabukiza de Tokyo sous la direction de Helmut Fellner à la tête de l'Orchestre symphonique de la NHK, augmenté de plus de 150 musiciens pour l'occasion. Richard Strauss l'enregistra à la fin de l'année 1940 avec l'Orchestre de l'Opéra de Bavière, ainsi que Vladimir Ashkenazy à la tête de l'Orchestre philharmonique tchèque dans les années 1990.